# Mariene ecoregio Sundaplat/Javazee
De Mariene ecoregio Sundaplat/Javazee (117) (Engels: Sunda Shelf/Java Sea marine ecoregion) is een biogeografische regio en ligt in de overgang van de Grote Oceaan naar de Indische Oceaan in de Mariene provincie Sundaplat (26) in het Marien rijk Centrale Indo-Pacific. De mariene ecoregio is vastgesteld door het World Wide Fund for Nature en The Nature Conservancy en is vernoemd naar het Sundaplat en de Javazee.
In het noordwesten grenst het gebied aan de mariene ecoregio Golf van Thailand (115), in het noorden aan de mariene ecoregio Zuidelijk Vietnam (116), in het noordoosten aan de mariene ecoregio Oceanische eilanden Zuid-Chinese Zee (114) en de mariene ecoregio Palawan/Noord-Borneo (126), in het zuidoosten aan de mariene ecoregio Celebeszee/Straat Makassar (128) en de mariene ecoregio Kleine Sunda-eilanden (132), in het zuiden aan de mariene ecoregio Zuidelijk Java (119) en in het westen aan de mariene ecoregio Straat Malakka (118).

## Geografie
De mariene ecoregio ligt in de overgang van de Grote Oceaan naar de Indische Oceaan voor de kusten van Maleisië en Indonesië, ten oosten van Malakka en (het zuiden van) Sumatra, ten noorden van Java en ten zuiden en westen van Borneo. Het gebied ligt in het zuidelijk deel van de Zuid-Chinese Zee, in de Straat Karimata en in het westelijke deel van de Javazee. Het strekt zich aan de oostzijde uit voor de kust van Borneo uit van ongeveer halverwege de steden Miri en Bintulu tot bij de zuidpunt van Zuid-Kalimantan. Aan de westzijde strekt het zich uit van de grens van Thailand met Maleisië op Malakka tot aan het noordwestelijke uiteinde van het eiland Java, maar exclusief de wateren rond het eiland Bintan en andere westelijker gelegen eilanden, evenals exclusief een stukje van de Javazee tussen Java en Sumatra met daar de Duizendeilanden. Het omvat onder andere de wateren rond de Natuna-eilanden, rond Belitung en rond Bangka.

## Biogeografie
Het gebied kent zeeleven dat houdt van tropische temperaturen.